# Rosana (chanteuse)
Pour les articles homonymes, voir Rosana.
Rosana est le nom d'artiste de Rosana Arbelo Gopar. C'est une chanteuse espagnole née le 24 octobre 1963 à Arrecife, sur l'île de Lanzarote, aux Îles Canaries.
Rosana a vendu plus de 6 000 000 disques partout dans le monde, et a donné plus de 500 concerts depuis la sortie de son premier disque Lunas Rotas en 1996.

## Discographie

### Albums
- 1996 : Lunas rotas
- 1998 : Lune de miel
- 2001 : Rosana
- 2003 : Marca registrada
- 2005 : Magia
- 2009 : A las buenas y a las malas

### Compilations et éditions spéciales
- 2005 : Grandes Éxitos (Compilation)
- 2006 : Más magia (Édition spéciale)
- 2007 : De casa a las ventas (Édition spéciale)

## Livres
- Rosana. Material Sensible. Canciones y Poemas